# Dunkelsteinerwald (gemeente)
Dunkelsteinerwald is een gemeente in de Oostenrijkse deelstaat Neder-Oostenrijk, gelegen in het district Melk (ME). De gemeente heeft ongeveer 2300 inwoners. De gemeente omvat de kadastrale gemeentes Eckartsberg, Gansbach, Gerolding, Geroldinger Wald, Häusling, Heitzing, Hessendorf, Himberg, Hohenwarth, Kicking, Kochholz, Krapfenberg, Lanzing, Lerchfeld, Lottersberg, Mauer, Neuhofen, Nölling, Ohnreith, Pfaffing, Thal, Umbach en Ursprung. 

## Geografie
Dunkelsteinerwald heeft een oppervlakte van 54,19 km². 46,73 % van de oppervlakte is bebost. Het ligt in het centrum van het land, ten westen van de hoofdstad Wenen.

## Geschiedenis
In de Romeinse tijd lag het gebied in de Romeinse provincie Noricum. De Donau vormde de noordgrens van het Romeinse rijk. In Häusling werd al in de Romeinse tijd marmer gewonnen, dat gemakkelijk via de nabijgelegen Donau vervoerd kon worden. In Lanzing staat een Romeinse brug uit de derde of vierde eeuw.
De gemeente Dunkelsteinerwald ontstond in 1970 door de samenvoeging van de gemeenten Gansbach, Gerolding, Kicking en Mauer.

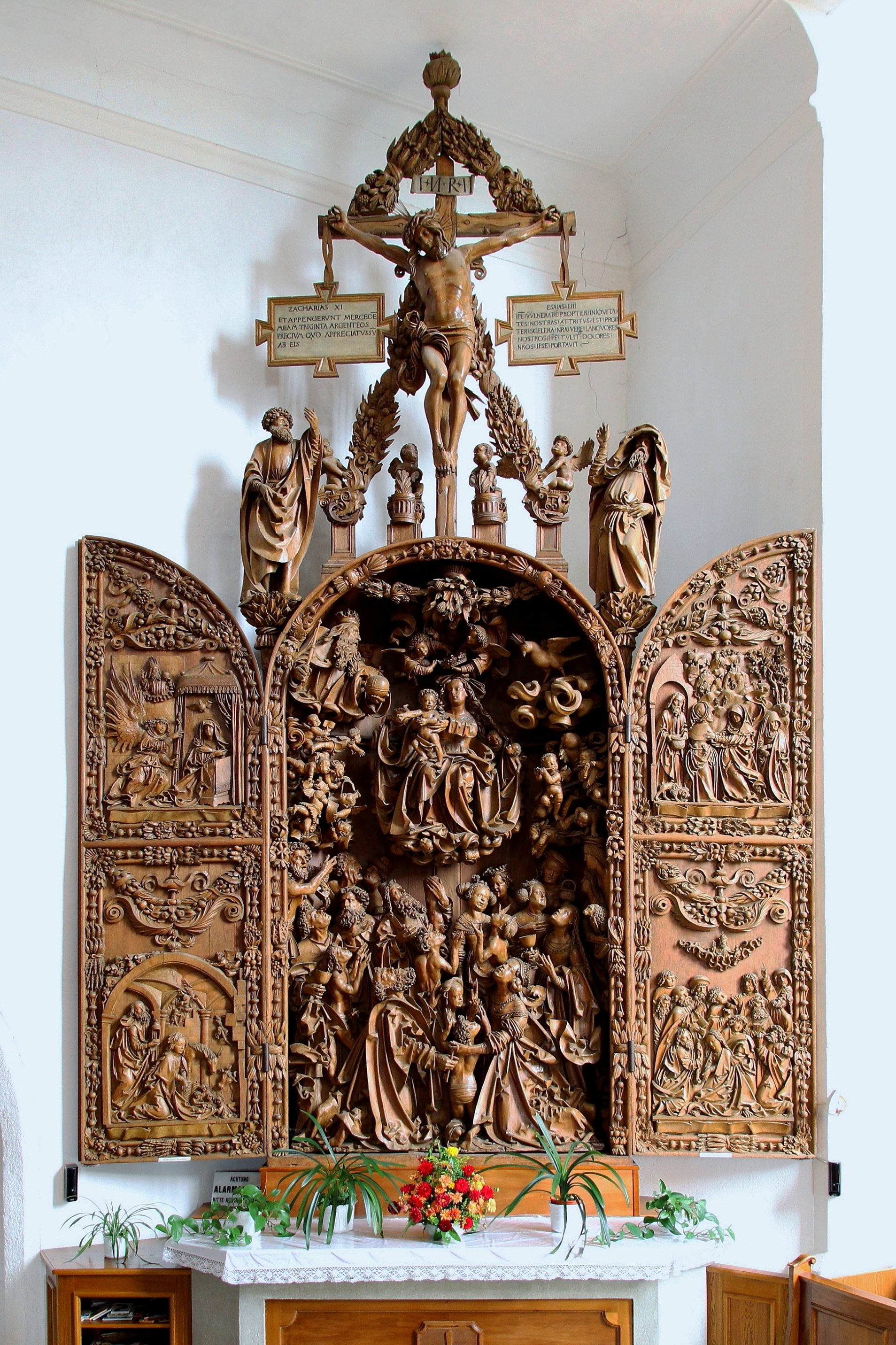
Mauer bei Melk, Schnitzaltar 1509
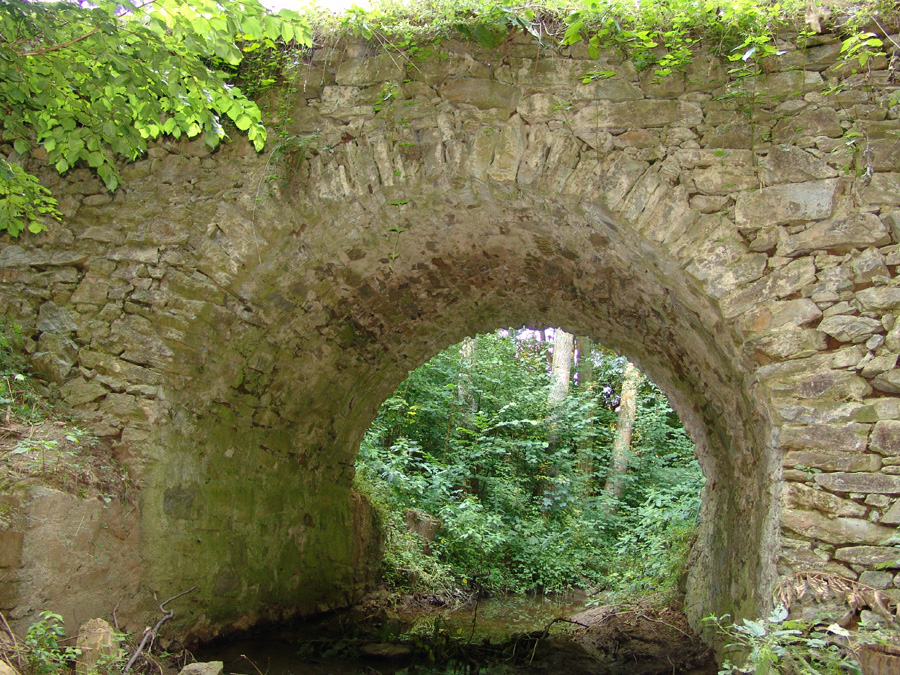
Romeinse brug bij Lanzing uit de 3e of 4e eeuw
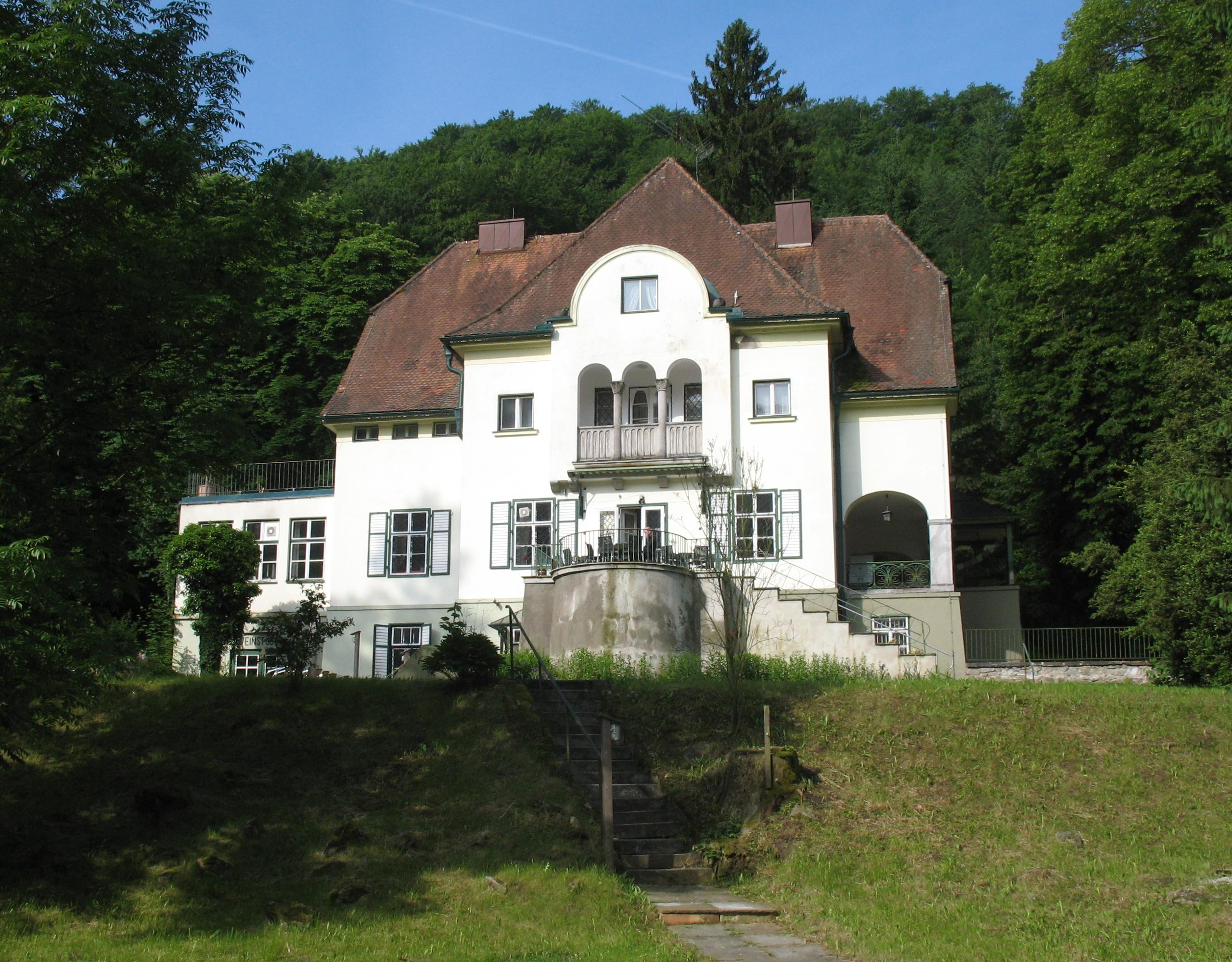
Jachtslot Wolfstein in Kochholz

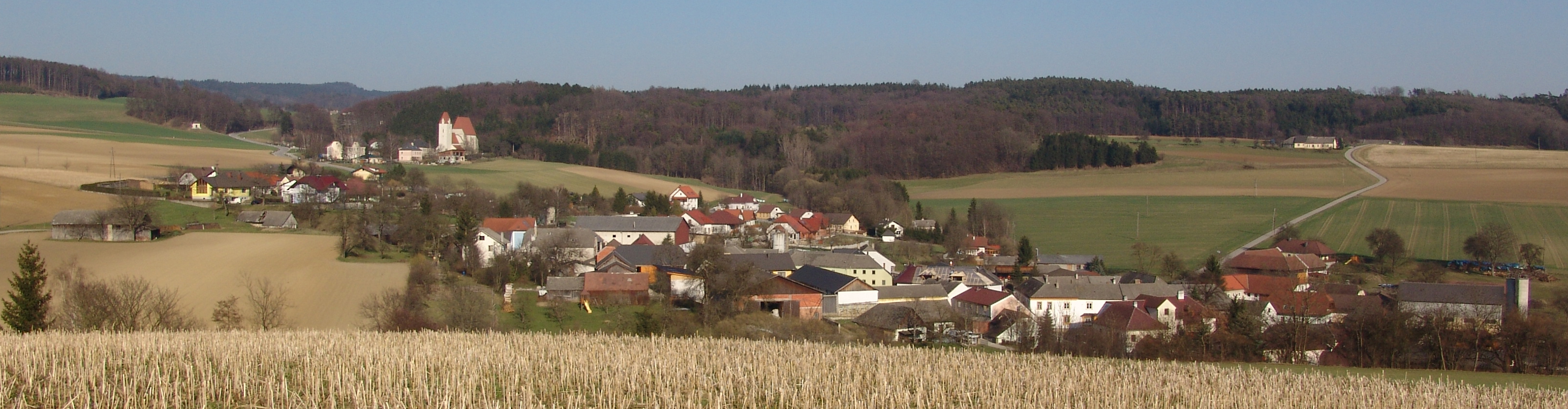
Panorama van Mauer

Artstetten-Pöbring · Bergland · Bischofstetten · Blindenmarkt · Dorfstetten · Dunkelsteinerwald · Emmersdorf an der Donau · Erlauf · Golling an der Erlauf · Hofamt Priel · Hürm · Kilb · Kirnberg an der Mank · Klein-Pöchlarn · Krummnußbaum · Leiben · Loosdorf · Mank · Marbach an der Donau · Maria Taferl · Melk · Münichreith-Laimbach · Neumarkt an der Ybbs · Nöchling · Persenbeug-Gottsdorf · Petzenkirchen · Pöchlarn · Pöggstall · Raxendorf · Ruprechtshofen · Schollach · Sankt Leonhard am Forst · Sankt Martin-Karlsbach · Sankt Oswald · Schönbühel-Aggsbach · Texingtal · Weiten · Ybbs an der Donau · Yspertal · Zelking-Matzleinsdorf